# Johanna Schouten-Elsenhout
Johanna Isidoro Eugenia Schouten-Elsenhout (Paramaribo, 11 de julio de 1910-Paramaribo, 23 de julio de 1992) fue una poetisa surinamesa.

## Biografía
Schouten-Elsenhout debutó en 1962 en la revista Soela y luego produjo dos colecciones de poesías en sranan: Tide ete (Vandaag nog, 1964) y Awese (Begeesterd, 1965). Varios poemas fueron seleccionados por Jan Voorhoeve siendo publicados en neerlandés en Surinaamse gedichten (1973); otros poemas publicados fueron traducidos en la edición de 1995 titulada Spiegel van de Surinaamse poëzie.
Schouten-Elsenhout escribió en sranan "auténtico" utilizando, vol odo's (proverbios), giros idiomáticos y simbolismos de la cultura criolla. Johanna Schouten-Elsenhout habló sobre el miedo a la vida y la dignidad del hombre en poemas muy profundos que no dan la impresión de que una mujer que representa el habla de un pueblo de esta manera sea una autodidacta de la poesía. Se destaca su colección de "odos" Pangi Sranan (Suriname omslagdoek,1974). En 1987 fue designada "Caballero de la Orden de la Estrella Amarilla" (Ridder in de Orde van de Gele Ster).